# توموهیتو شوگیو
توموهیتو شوگیو (انگلیسی: Tomohito Shugyo؛ زادهٔ ۲۹ ژوئن ۱۹۸۴) بازیکن فوتبال اهل ژاپن است.